# 汪寅仙

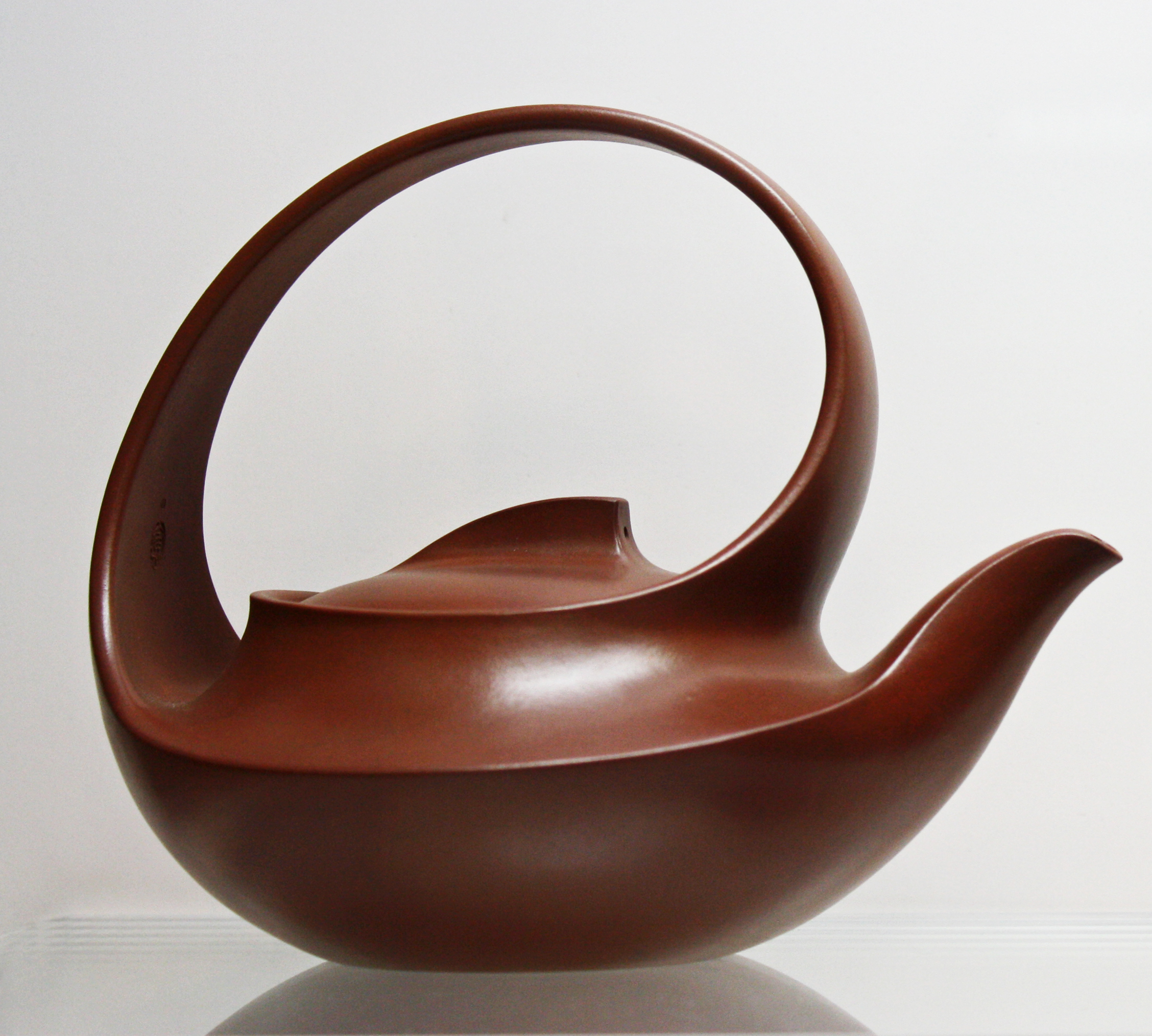
张守智设计、汪寅仙制作曲壶（香港茶具文物馆藏）

汪寅仙（1943年6月16日—2018年2月28日），江苏宜兴人，紫砂壶名师，中国工艺美术大师。

## 生平
汪寅仙出生于宜兴丁蜀镇。1956年考入蜀山陶业生产合作社紫砂工场，跟随吴云根、蒋蓉、裴石民、朱可心等紫砂名家学艺。文化大革命期间曾更名“汪朝阳”，直至1970年代末恢复原名。1973年，她调入宜兴紫砂工艺厂研究室，从事紫砂造型设计。1975年赴中央工艺美术学院进修。1982年，出任紫砂工艺厂紫砂研究所副所长。1989年晋升高级工艺美术师，并出任紫砂工艺厂副总工艺师。同年，被评为全国劳动模范、全国三八红旗手。1993年，获中国工艺美术大师称号。1994年，当选江苏省人大代表。1998年退休。2003年，被授予首届中国陶瓷艺术大师称号。2005年，晋升研究员级高级工艺美术师。2007年，成为首批中国民间文化杰出传承人、首批国家级非物质文化遗产“宜兴紫砂陶制作技艺”代表性传承人。2008年，当选中国工艺美术学会理事。2013年，获中国陶瓷设计教育终身成就奖。
汪寅仙之子姚志源、女儿姚志泉、儿媳吴亚萍、女婿鲍廷博、孙女姚嘉慧、侄女汪叶等皆继承其衣钵，从事紫砂事业。她的其他弟子还包括江建翔、邹玉芳、魏志云、梅宝玉、丁洪顺、何敏、王铭东、刘建军、吴亚亦、王志刚、郁晴、范培君、陈忠庆、冯杏华等。
2018年2月28日，汪寅仙因病逝世，终年75岁。